# ハリル・デルヴィショール
- ハリル・デルビソグル

ハリル・イブラヒム・デルヴィショール（Halil İbrahim Dervişoğlu, 1999年12月8日 - ）は、オランダ・ロッテルダム出身のトルコのサッカー選手。スュペル・リグ・ハタイスポル所属。トルコ代表。ポジションはFW。

## クラブ経歴
10歳で地元クラブであるスパルタ・ロッテルダムのアカデミーに入団。2017–18シーズンにトゥヴェーデ・ディヴィジ（3部リーグ）に所属するリザーブチームに昇格すると、26試合21ゴールと圧巻の成績を残した。リザーブチームでの活躍が評価され、2018年5月にエールディヴィジに所属するトップチームでのデビューを飾った。
2019年8月9日、2020年1月よりEFLチャンピオンシップのブレントフォードFCに加入することが発表された。移籍金は300万ユーロ。2020年1月3日、ブレントフォードと正式に4年半契約を結んだ。
2020年10月6日、FCトゥウェンテに期限付き移籍。もともとはシーズン終了までの予定だったが、2021年1月1日に契約は打ち切られた。
2021年1月25日、今度はガラタサライSKに期限付き移籍。
2021年9月1日、ガラタサライに1シーズンの期限付き移籍で復帰することが発表された。
2022年9月1日、バーンリーFCに1シーズンの期限付き移籍で加入することが発表された。
2023年6月16日、在籍経験のあるガラタサライと2027年までの4年契約で移籍した。加入後は20試合に出場し4ゴールを挙げたが、2024年2月9日、ハタイスポルに期限付き移籍をした。

## 代表経歴
その出自からオランダ代表でプレーすることもできたが、年代別代表から一貫してトルコ代表でプレーしている。
2021年5月27日、親善試合のアゼルバイジャン戦でトルコ代表デビュー。さらにこの試合で代表初ゴールも決めた。

## タイトル
バーンリー
- EFLチャンピオンシップ：2022-23